# Vincenz Wiederholt
Friedrich Vincenz Wiederholt (* 22. Januar 1883 in Nörten-Hardenberg; † 19. November 1963 in Holzwickede) war ein deutscher Kaufmann und Unternehmer.
Wiederholt gründete im Jahr 1919 in Holzwickede, gemeinsam mit Hugo Mayweg, die Mayweg & Wiederholt Metallwarenfabrik. Sie siedelten das neue Unternehmen auf dem Gelände der ehemaligen Zeche Freiberg an. Im Jahr 1935 schied Hugo Mayweg aus und Vincenz Wiederholt führte das Unternehmen unter dem Namen V.W. Werke Vincenz Wiederholt weiter. Es entstanden vier Tochterunternehmen, die V.W. Eisenwerk Caroline GmbH, die V.W. Gartenschmuck GmbH, die Rohr + Bandstahl Handelsgesellschaft mbH und die Rohrwerk Haltern GmbH. Nach dem Zweiten Weltkrieg gehörten die V.W. Werke zu den ersten Unternehmen Westdeutschlands, die sich im Sozialen Wohnungsbau engagierten. Nach dem Tod von Wiederholt übernahm seine Tochter Helga Becker die Geschäftsführung. Ihr Sohn verkaufte das Unternehmen Ende der 1990er Jahre an das amerikanische Unternehmen PTCAlliance, seit 2015 gehört es zur chinesischen Zhongding-Gruppe.
In Holzwickede ist die Vincenz-Wiederholt-Straße nach ihm benannt.